# Eluru
Eluru (en hindi: एलुरु) es una localidad de la India, centro administrativo del distrito de Godavari Oeste, estado de Andhra Pradesh.

## Geografía
Se encuentra a una altitud de 18 m s. n. m. y a 332 km de la capital estatal, Hyderabad, en la zona horaria UTC +5:30.

## Demografía
Según estimación 2010 contaba con una población de 172 745 habitantes.